# Johann Christian (Brieg)

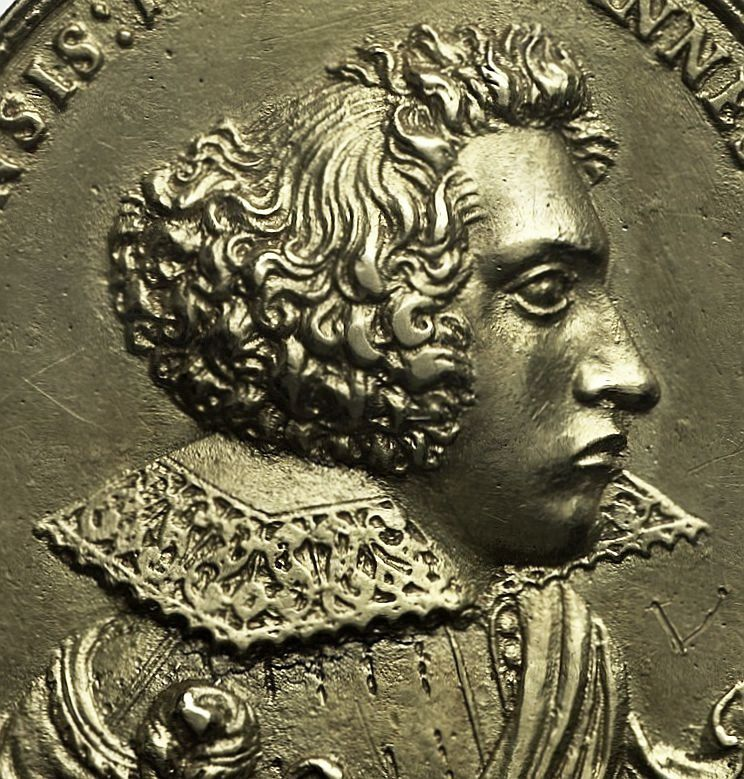
Johann Christian von Brieg

Johann Christian von Brieg (tschechisch Jan Kristián Břežský, polnisch Jan Chrystian Brzeski;  * 28. August 1591 in Ohlau; † 25. Dezember 1639 in Osterode, Herzogtum Preußen) war Herzog von Brieg, Liegnitz, Wohlau und Ohlau. Er entstammte dem Liegnitzer Zweig der Schlesischen Piasten und bekleidete 1617 bis 1620 das Amt des Oberlandeshauptmanns von Schlesien. Beim Ausbruch des Dreißigjährigen Kriegs war er ein führender Ständepolitiker Schlesiens.

## Leben
Johann Christians Eltern waren Joachim Friedrich, Herzog von Brieg, Ohlau, Liegnitz und Wohlau und Anna Maria, Tochter des Fürsten Joachim Ernst von Anhalt. Am 14. September 1591 wurde er auf den Namen seiner beiden Onkel getauft: Johann nach Johann Georg von Ohlau und Wohlau und Christian nach Christian I. von Anhalt-Bernburg.
Beim Tod seines Vaters 1602 war Johann Christian erst elf Jahre alt, sein jüngerer Bruder Georg Rudolf erst sieben. Deshalb wurde die Vormundschaft über sie sowie die Regentschaft über deren ererbte Herzogtümer von ihrer Mutter Anna Maria von Anhalt ausgeübt, der testamentarisch das Herzogtum Ohlau als Wittum zugewiesen wurde. Johann Christian lebte zunächst eine Zeitlang am Hof seiner Tante, der Kurfürstinwitwe Elisabeth von Brandenburg in Crossen und anschließend in Berlin. Dort wurde er 1604 auf das Reformierte Bekenntnis konfirmiert, wodurch er glaubensmäßig in einen Gegensatz zu seinem habsburgischen Landesherrn, den böhmischen König Rudolf II. geriet. Anschließend besuchte er die Universität Straßburg, danach unternahm er eine Bildungsreise durch das westliche Deutschland und Frankreich. Nach dem Tod seiner Mutter 1605 standen Johann Christian und sein Bruder Georg Rudolf unter der Vormundschaft des Münsterberger Herzogs Karl II., dessen Frau Elisabeth Magdalena (1562–1630) eine Schwester ihres Vaters war.
Nach Erlangung der Volljährigkeit 1609 kehrte Johann Christian nach Schlesien zurück und übernahm die Regierung über die Herzogtümer Liegnitz und Brieg. Am 7. Oktober dieses Jahres huldigte er in Breslau dem böhmischen König Rudolf II. Nachdem sein Bruder Georg Rudolf 1611 von Rudolf II. mündig erklärt wurde, erfolgte die Landesteilung. Johann Christian entschied sich für Brieg mit Ohlau, Strehlen, Nimptsch, Kreuzburg und Pitschen, der jüngere Georg Rudolf erhielt Liegnitz mit Wohlau, Goldberg, der Gröditzburg, Lüben, Parchwitz, Winzig, Herrnstadt, Rützen und Raudten. Am 12. Dezember 1610 heiratete Johann Christian entsprechend der bisherigen Familienpolitik Dorothea Sibylle von Brandenburg (1590–1625), eine Tochter des Kurfürsten Johann Georg und dessen dritter Frau Elisabeth von Anhalt. Im April 1611 trat er an der Spitze der schlesischen Fürsten auf dem Generallandtag in Prag auf. 1614 nahm er den calvinistischen Glauben an. Trotzdem wurde er 1617 als Nachfolger des katholischen Herzogs von Teschen Adam Wenzel von Kaiser Matthias zum Landeshauptmann von Schlesien ernannt, da sich Matthias an den 1609 von seinem Bruder Rudolf II. erlassenen Majestätsbrief hielt, mit dem den evangelischen Ständen Schlesiens Religionsfreiheit gewährt wurde. Die Ernennung wurde im August 1618 anlässlich einer Audienz in Wien vom Kaiser nochmals bestätigt.

### Ständeaufstand in Böhmen und Dreißigjähriger Krieg
Der bereits 1617 gewählte böhmische König Ferdinand II. begann sofort mit gegenreformatorischen Maßnahmen, wodurch deutlich wurde, dass er nicht bereit war, die 1609 mit dem Majestätsbrief gewährte Religionsfreiheit zu garantieren. Deshalb wandten sich die böhmischen protestantischen Stände gegen ihn, und die Proteste führten schließlich zum Prager Fenstersturz. Wegen dieser Vorkommnisse kam es auch in Schlesien zu Unruhen, deren treibende Kraft der Jägerndorfer Herzog Johann Georg war. Er wurde von Johann Christians Bruder Georg Rudolf und den Herzögen Heinrich Wenzel und Karl Friedrich unterstützt. Obwohl sich die schlesischen Stände anfangs zögerlich verhielten, stellte Herzog Johann Georg von Jägerndorf, der ein Vetter Johann Christians war, ein schlesisches Heer auf, das Anfang Oktober zur Verstärkung der Aufständischen nach Böhmen einrückte.
1619 unterschrieb Herzog Johann Christian die böhmische Konföderationsakte und ließ sich zu einem der zwanzig Defensoren wählen. Nach der Absetzung Ferdinands II. unterstützte Johann Christian die Wahl des Calvinisten Friedrich V. von der Pfalz, dem er glaubensmäßig verbunden war. Als König Friedrich V. im Februar 1620 nach Schlesien kam, beherbergte ihn Johann Christian auf seinem Ohlauer Schloss und leitete am 27. Februar 1620 die Landeshuldigung der schlesischen Fürsten in Breslau an.
Nachdem es den Kaiserlichen in der Schlacht am Weißen Berg am 8. November 1620 gelungen war, den böhmischen Truppen schwere Verluste zuzufügen, wurde Prag von den Habsburgern besetzt. Am 28. Februar 1621 wurde in Dresden unter Vermittlung des Kurfürsten Johann Georg I. von Sachsen der sogenannte Dresdner Akkord unterzeichnet. Die schlesischen Fürsten schworen Treue gegenüber dem Landesherrn und brachen die Beziehungen zu dessen Feinden vollständig ab. Darüber hinaus zahlten sie zur Wiedergutmachung Ferdinand II. 300.000 Gulden wegen ihrer Teilnahme am Aufstand. Ausgenommen war der Anführer der Schlesier, Herzog Johann Georg von Jägerndorf, der geächtet wurde. Johann Christian, der von den Habsburgern weiterhin des Landesverrats bezichtigt wurde, legte am 1. April 1621 das Amt des Landeshauptmanns nieder, um nicht amtsenthoben zu werden. Anschließend begab er sich in das brandenburgische Frankfurt, wo ihm Georg Wilhelm von Brandenburg, der ein Neffe seiner Frau Dorothea Sybille war, Schutz gewährte und wo sich die herzogliche Familie bereits seit Ende Februar d. J. aufhielt. Im November 1621 kam Johann Christian jedoch nach Breslau, um den Huldigungseid für Ferdinand II. zu leisten. Mit Vermittlung des Kurfürsten von Sachsen konnte Johann Christian am 8. Dezember sicher in sein Herzogtum zurückkehren und auf dem Brieger Schloss residieren. Dort verstarb 1625 seine Frau Dorothea Sybilla. 1626 vermählte er sich in zweiter Ehe mit Anna Hedwig, einer Tochter des Marschalls Friedrich von Sitzsch.
Durch die Vorkommnisse der letzten Jahre hielt sich Johann Christian politisch zurück, wodurch seine Handlungsfreiheit eingeschränkt war. Als Landeshauptmann folgte ihm sein Bruder Georg Rudolf, der das Amt 1628 niederlegte.
Am 9. August 1633 gründeten Johann Christian, sein Bruder Georg Rudolf und der Oelser Herzog Karl Friedrich sowie die Stadt Breslau eine Allianz, deren Ziel die Verteidigung der Glaubensfreiheit war. Das Bündnis wurde vom sächsischen Feldherrn Hans Georg von Arnim-Boitzenburg angeregt und stellte sich unter den Schutz von Sachsen, Brandenburg und Schweden. Dadurch verloren Johann Christian und seine Verbündeten wiederum die Gunst des Kaisers.

### Exil in Polen und Preußen
Nach dem kaiserlichen Sieg unter dem Feldherrn Hans Ulrich von Schaffgotsch am 11. Oktober 1633 bei Steinau räumten die unterlegenen protestantischen Verbündeten das Land, wodurch die schlesischen Fürsten und Stände keine militärische und politische Unterstützung mehr hatten. Johann Christian und sein Bruder Georg Rudolf, deren Schwester mit Hans Ulrich von Schaffgotsch verheiratet war, ergriffen daraufhin die Flucht. Johann Christian, dessen Hof schon vorher nach Herrnstadt verlegt worden war, befand sich nur wenige Meilen von der polnischen Grenze entfernt. Er traf bereits am Morgen des 12. Oktober 1633 in der polnischen Grenzstadt Lissa ein, sein Bruder am späten Abend desselben Tages. Da ein längerer Aufenthalt an der Grenze zu Schlesien als gefährlich erachtet wurde, entschieden sie sich für Thorn in Königlich Preußen, wo sie die weitere Entwicklung abwarten wollten. Dorthin wurden auch Johann Christians Söhne Georg und Ludwig beordert, die im Ausland studierten, sowie im Februar 1634 der Dichter Martin Opitz, der in Diensten Johann Christians stand und für ihn nachfolgend diplomatische und politische Aufträge ausführte.
Nach der Verhaftung seines Schwagers Schaffgotsch und der Ermordung Wallensteins im Februar 1634 verfolgte Johann Christian eine eigenständige Politik, bei der er keine Rücksicht mehr auf den Kaiser nehmen wollte. Von Thorn aus kontaktierte er die schlesischen evangelischen Stände und bedrängte sie, sich den protestantischen Verbündeten anzuschließen. Die Stände verlangten ihrerseits die Rückkehr Johann Christians und seines Bruders und wählten am 11. Juli 1634 den abwesenden Johann Christian zum Direktor des Schlesischen Fürstentages. Daraufhin kehrten beide Brüder nach Breslau zurück, wo am 23. August 1634 die erste Sitzung des Fürstentags unter dem Vorsitz Johann Christians stattfand. In einer anonymen Schrift aus dem Umkreis des Herzogs wurde das Widerstandsrecht betont und in der Breslauer kaiserlichen Prägeanstalt neue Münzen ohne das kaiserliche Wappen geschlagen. Nach dem kaiserlichen Sieg in der Schlacht bei Nördlingen im September 1634 drängten die mit den schlesischen Fürsten verbündeten Sachsen auf einen Frieden mit dem Kaiser, von dem abzusehen war, dass er zu Lasten der Schlesier gehen würde. Anfang Januar 1635 verließ Johann Christian Schlesien und begab sich wieder nach Thorn, wo er am 13. Januar 1635 eintraf. Nicht dabei waren seine beiden Söhne Georg und Ludwig, die in Brieg blieben. Mit dem Prager Frieden vom 30. Mai 1635 wurden die Vergünstigungen des Majestätsbriefs aufgehoben, der Dresdner Akkord widerrufen und die schlesischen Fürsten zur Unterwerfung aufgefordert.
Um seinem Sohn Georg III. das Fürstentum Brieg zu sichern, teilte Johann Christian von Thorn aus dem Kaiser Ferdinand II. schriftlich seine Unterwerfung mit, die er am 20. September 1635 in der erforderlichen Form wiederholte. Um die persönliche Huldigung zu vermeiden, entschuldigte er sich mit Krankheit, so dass statt seiner Georg das Handgelöbnis ableistete. Durch die geleistete Huldigung konnte Johann Christian sein Herzogtum Brieg behalten, dessen Verwaltung er nun seinem Sohn Georg übertrug. 1637 ernannte er diesen auch zu seinem Statthalter.
Das neuerliche Exil in Thorn erfolgte mit Zustimmung des polnischen Königs Władysław IV. Wasa, mit dem Johann Christian einen freundschaftlichen Umgang pflegte. Das änderte sich, als über dessen Heirat mit Erzherzogin Cäcilia Renata, der Tochter Ferdinands II., verhandelt wurde. Deshalb wurde Anfang 1636 Johann Christian mitgeteilt, dass ihm das Königreich Polen nicht länger Asyl gewähren könne. Nach Verhandlungen mit dem Kurfürsten Georg Wilhelm erhielt Johann Christian im Sommer 1636 pfandweise das etwa 150 Kilometer nordöstlich von Thorn gelegene preußische Amt Osterode, auf dessen Schloss nun der Herzog und sein Hof residierten. Dort heiratete 1637 Johann Christians Tochter Sybille Margaretha den königlich polnischen Administrator der Marienburg und Woiwoden von Pommerellen, Graf Gerhard von Dönhoff.
Johann Christian starb am 25. Dezember 1639 in Osterode, sechs Monate nach seiner zweiten Frau Anna Hedwig von Sitzsch. Erst vier Monate später, am 19. April 1640, wurde sein Leichnam nach Brieg geleitet, wo er am 1. Mai ankam. Wegen der Vorbereitungen für die Beisetzungsfeierlichkeiten wurde sein Leichnam zunächst in der fürstlichen Silberkammer aufbewahrt. Die Beisetzung neben seiner ersten Frau Dorothea Sybille fand erst am 12. Dezember 1640 in der Brieger Schlosskirche St. Hedwig statt. Vermutlich aus politischen Gründen nahm sein Bruder Georg an der Beisetzung nicht teil.

### Nachkommen aus der ersten Ehe
Der Ehe mit Dorothea Sibylle von Brandenburg († 1625) entstammten die Kinder
1. Georg III. von Brieg (1611–1664)
2. Joachim (* 20. Dezember 1612; † 9. Februar 1613)
3. Heinrich (* 3. Februar 1614; † 4. Februar 1614)
4. Ernst (* 3. Februar 1614; † 4. Februar 1614), Zwilling von Heinrich
5. Anna Elisabeth (* 23. März 1615; † 28. März 1616)
6. Ludwig IV. (1616–1663)
7. Rudolf (* 6. April 1617; † 8. Februar 1633)
8. Christian (1618–1672)
9. August (* 18. März 1619; † 12. März 1620)
10. Sibylle Margareta (1620–1657), heiratete am 23. Oktober 1637 den Reichsgrafen Gerhard VII. von Dönhoff
11. Dorothea (* 16. August 1622; † 26. August 1622)
12. Agnes (* 16. August 1622; † 3. September 1622), Zwilling von Dorothea
13. Sophie Magdalena (* 14. Juni 1624 in Brieg; † 28. April 1660 in Ohlau), heiratete am 2. Dezember 1642 Karl Friedrich von Podiebrad, Herzog von Münsterberg und Oels.

### Nachkommen aus der zweiten Ehe
Nach dem Tod seiner ersten Frau Sybille von Brandenburg 1625 heiratete Johann Christian am 13. September 1626 die erst fünfzehnjährige Anna Hedwig von Sitzsch (* 13. Januar 1611, † 16. Juli 1639 in Osterode). Sie war eine Tochter des Friedrich von Sitzsch, der Hofmarschall bei seinem Neffen, dem Breslauer Bischofs und Landeshauptmann von Schlesien Johann VI. von Sitzsch war. Da es sich um eine standesmindernde Heirat handelte, durften die Nachkommen aus dieser Ehe weder den Herzogstitel noch ein entsprechendes Erbe übernehmen. Am 24. Juni 1626 wurden die Nachkommen aus dieser Ehe in einem Vertrag finanziell abgesichert, achtzehn Monate später gewährte Kaiser Ferdinand II. der Anna Hedwig den Rang einer Freifrau. Am 18. Februar 1628 erhob er in Regensburg auch den ältesten Sohn August und dessen zukünftige Kinder zu Freiherren von Liegnitz. Anna Hedwig starb am 16. Juli 1639 in Osterode, wo sie am 5. Oktober beigesetzt wurde. Der Ehe entstammten die Kinder:
1. August von Liegnitz (* 21. August 1627 in Brieg; † 14. Mai 1679 in Siebenhufen), 1628 zum Freiherrn erhoben. Heiratete am 8. Oktober 1653 Elisabeth von Ruppau († 1660). Am 2. August 1665 vermählte er sich in zweiter Ehe mit Karoline von Nassau-Dillenburg (1643–1686); residierte auf Schloss Kurtwitz.
2. Dorothea Sybille von Liegnitz (* 17. Juli 1628; † 18. Juni 1629)
3. Ein Sohn gestorben am Tag seiner Geburt, dem 30. Juni 1629
4. Ernest von Liegnitz (* 27. November 1630; † 16. März 1631)
5. Sigismund von Liegnitz (* 31. Januar 1632 in Brieg; † 14. Juli 1664), heiratete am 1. Oktober 1659 Baroness Eva Eleonore von Bibran und Modlau (* Dezember 1644; † 6. Juli 1671), die Verbindung blieb kinderlos.
6. Johanna Elisabeth von Liegnitz (* 8. Juni 1634 in Thorn; † 30. Oktober 1673 in Schwentnig), heiratete am 3. November 1651 Baron Zdenko Howora Berka von Duba und Leipa
7. Anna Christina von Liegnitz (* 18. Oktober 1636 in Osterode; † 5. September 1642 in Brieg)